# Denis Mercier

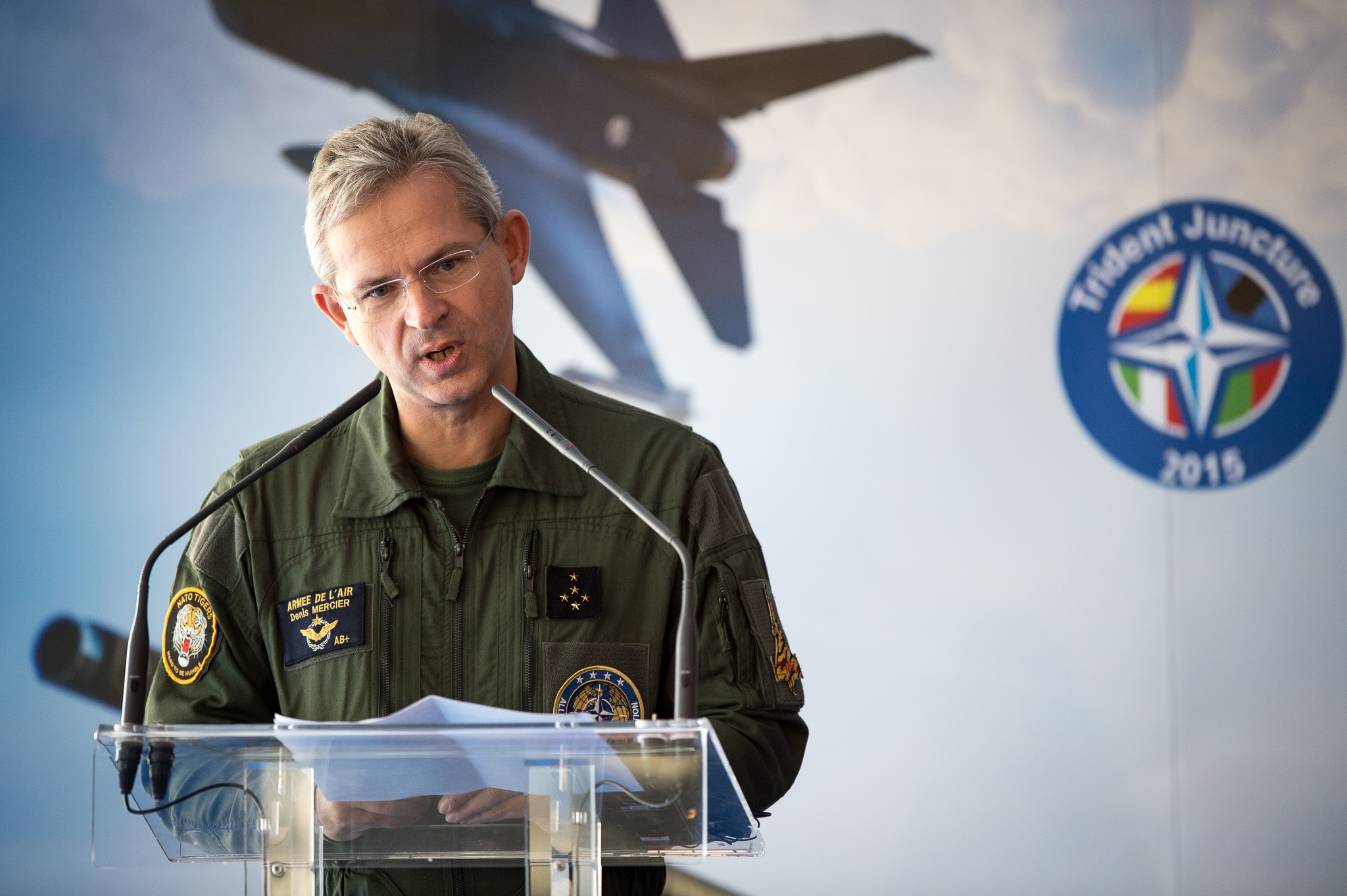
Denis Mercier (2015)

Denis Mercier (* 4. Oktober 1959 in Barcelonnette) ist ein General der französischen Luftstreitkräfte und von 2015 bis 2018 Supreme Allied Commander Transformation.
Mercier trat 1979 in die französischen Luftstreitkräfte ein und schloss ein Studium 1981 ab. Bis 1983 absolvierte er die Ausbildung zum Kampfflugzeugführer und war danach unter anderem als Fluggruppenführer eingesetzt und erreichte auf der Mirage F1 und Mirage 2000 insgesamt über 3000 Flugstunden, davon 182 Stunden in Kampfeinsätzen im Rahmen der Operation Deny Flight über Bosnien und Herzegowina 1994. Als Staffelkapitän kommandierte er zeitweise die Staffel 1/12 „Cambrésis“. Nach einer Verwendung im NATO-Kommando AFNORTH in Brunssum war er ab 2001 für den Militärflugplatz Reims mit allen dort stationierten Einheiten verantwortlich und bereitete diese nach dem 11. September 2001 auf den Einsatz in Afghanistan vor.
Von 2004 bis 2008 arbeitete er im Hauptquartier der französischen Luftstreitkräfte in Paris als Abteilungsleiter für Planung und war ab 2007 für die Budgetplanung mitverantwortlich. Im Anschluss übernahm er das Kommando über die École de l’air in Salon-de-Provence damit die Verantwortung über die gesamte Ausbildung des Offiziernachwuchses der Luftstreitkräfte. Danach wurde er Berater des Verteidigungsministers und übernahm am 17. September 2011 das Kommando über die Armée de l’air, wo er unter anderem die Einführung des Transall-Nachfolgers Airbus A400M verantwortete, und wurde im März 2015 nach Bestätigung durch den Nordatlantikrat schließlich Supreme Allied Commander Transformation; beide Male war Jean-Paul Paloméros sein Vorgänger.
Auf die Kritik des Ende 2016 gewählten neuen US-Präsidenten Donald Trump, die NATO sei „obsolet“, antwortete Mercier Ende Januar 2017, dass zwar nicht die NATO selbst, durchaus aber die Strukturen einer Prüfung unterworfen werden müssten, da sie teilweise obsolet seien.
Mercier ist verheiratet und hat drei Kinder.